# Euphthiracarus labyrinthicus
Euphthiracarus labyrinthicus är en kvalsterart som beskrevs av František Starý 1993. Euphthiracarus labyrinthicus ingår i släktet Euphthiracarus och familjen Euphthiracaridae. Inga underarter finns listade i Catalogue of Life.